# São Miguel de Souto e Mosteirô
São Miguel de Souto e Mosteirô (llamada oficialmente União das Freguesias de São Miguel de Souto e Mosteirô) es una freguesia portuguesa del municipio de Santa Maria da Feira, distrito de Aveiro.

## Historia
Fue creada el 28 de enero de 2013 con el nombre de União das Freguesias de São Miguel do Souto e Mosteirô en aplicación de una resolución de la Asamblea de la República de Portugal promulgada el 16 de enero de 2013 con la unión de las freguesias de Mosteirô y Souto, pasando su sede a estar situada en la antigua freguesia de Souto. Esta denominación se mantuvo hasta el 28 de marzo de 2013 que pasó a su actual nombre en aplicación de la Declaración de Rectificación/Ley n.º 19/2013 que corregía su denominación.

## Demografía
| Gráfica de evolución demográfica de São Miguel de Souto e Mosteirô entre 2011 y 2021 |
|                                                                                      |
| Datos según el nomenclátor publicado por el INE portugués.                           |